# Matxada
Matxada (en rus: Мачада) és un poble del Daguestan, a Rússia, que el 2019 tenia 10 habitants. Pertany al districte rural de Gunib.